# John Nisbet, Lord Dirleton
Pour les articles homonymes, voir Nisbet.
John Nisbet, Lord Dirleton, né vers 1609 et mort en 1687, est un juge écossais connu pour ses poursuites contre les Covenantaires.

## Biographie
John Nisbet est le fils de Patrick Nisbet, Lord Eastbank, Lord of Session, et le petit-fils de Henry Nisbet (en) de Dean, Lord-prévôt d'Édimbourg en 1597. 
John Nisbet est admis comme avocat en 1633. Il est shérif-député d'Édimbourg à partir de 1639.
En 1634, il défend John Toash, le maître de maison de James Crichton of Frendraught (en). Celui-ci est accusé d'avoir incendié le château de Frendraught. Nisbet fait valoir avec succès que les accusations contre Toash sont réfutées par la condamnation d'un autre suspect, John Meldrum. Il défend aussi James Graham, 1er marquis de Montrose en 1641. Il est nommé Lord Advocate et élevé à la magistrature avec le titre de Lord Dirleton en 1664. Il persécute sévèrement les Covenantaires. Il est commissaire pour l'union de l'Écosse et de l'Angleterre en 1670 et est contraint de démissionner de son poste de Lord Advocate en 1677. En 1663, il achète le domaine de Dirleton, dans l'East Lothian, qui comprend le château de Dirleton, et construit Archerfield House (en) non loin de là.
Sa maison de ville d'Édimbourg se trouvait sur la Canongate (en), à l'extrémité de Reid's Close, construite en 1624 par son père et se distingue par une tourelle carrée dépassant du trottoir.

## Publication
Il est l'auteur de l'ouvrage juridique Law Doubts, également connu sous le nom de Dirleton's Doubts.